# Maciej Pietrzyk (koszykarz)
Maciej Pietrzyk (ur. 6 marca 1947 w Krakowie) – polski koszykarz, występujący na pozycji rzucającego obrońcy, multimedalista mistrzostw Polski, po zakończeniu kariery sportowej zajął się pracą naukową, uzyskując tytuł profesorski.

## Życiorys
W 1975 uzyskał stopień doktora, w 1983 uzyskał stopień doktora habilitowanego, a w 1992 został profesorem. Pracował na Wydziale Metalurgicznym Akademii Górniczo-Hutniczej w Krakowie, pełnił też stanowisko kierownika Katedry Informatyki Stosowanej i Modelowania na Wydziale Inżynierii Metali i Informatyki Przemysłowej AGH. 
Piastował stanowisko Senatu AGH, był także przewodniczącym Senackiej Komisji ds. Nauki w latach 2002-2005 i 2005-2008.
Jest autorem ponad 500 prac o charakterze naukowym. 
W 2019 otrzymał medal Kalos Kagathos.
Jego starszy brat Jacek był także reprezentantem Wisły Kraków (1963–1966), a po zakończeniu kariery sportowej został profesorem nauk medycznych.

## Osiągnięcia
- Mistrz Polski (1968, 1974)
- Wicemistrz Polski (1966, 1967, 1969, 1971, 1975)
- Brązowy medalista mistrzostw Polski (1970, 1972)
- Finalista pucharu Polski (1969, 1971)